# Bhutan ai Giochi della XXIX Olimpiade
Il Bhutan ha partecipato ai Giochi della XXIX Olimpiade di Pechino, svoltisi dall'8 al 24 agosto 2008, con una delegazione di 2 atleti.

## Tiro con l'arco
| Gara                  | Atleta       | Turno di qualificazione | Turno di qualificazione | Turno 1                                 | Turno 2 | Ottavi | Quarti | Semifinali | Finale |
| Gara                  | Atleta       | Punteggio               | Pos.                    | Turno 1                                 | Turno 2 | Ottavi | Quarti | Semifinali | Finale |
| --------------------- | ------------ | ----------------------- | ----------------------- | --------------------------------------- | ------- | ------ | ------ | ---------- | ------ |
| Individuale maschile  | Tashi Peljor | 632                     | 54                      | Wang Cheng Pang (Taipei cinese) 100-110 |         |        |        |            |        |
| Individuale femminile | Dorji Dema   | 567                     | 61                      | Khatuna Narimanidze (Georgia) 107-109   |         |        |        |            |        |